# Маон
Маон (шп. Mahón) град је у Шпанији у аутономној заједници Балеарска Острва. Према процени из 2017. у граду је живело 28 099 становника.

## Становништво
Према процени, у граду је 2017. живело 28 099 становника.
| 2001.  | 2010.  | 2017.  |
| ------ | ------ | ------ |
| 23.993 | 29.050 | 28.099 |

## Партнерски градови
- Червија